# Валтер Пандиани
Валтер Пандиани (собственото име на немски, останалите на испански: Walter Gerardo Pandiani Urquiza, Валтер Херардо Пандиани Уркиса) е уругвайски футболист на Осасуна от испанската Примера Дивисион. Роден е на 27 април 1976 година в Монтевидео. Играе на поста нападател и е наричан от феновете „Пушката“.
В родината си Уругвай Пандиани е играл за скромните тимове на Прогресо и Басанес, както и за гранда Пенярол.
През 2000 година подписва с испанския Депортиво Ла Коруня. При престоя си в Депортиво, Валтер има редица случаи на спорове, както с клуба, така и с треньора Хавиер Ирурета, които допринасят да бъде преотстъпван на два пъти. През сезон 2002 – 03 е даден под наем в Майорка, за които изиграва 33 срещи и отбелязва 14 гола. След края на сезона се завръща в Депортиво, но проблемите продължават. Отново е даден под наем, този път на английския Бирмингам за 2005 година.
Пандиани вкарва гол в дебюта си за Бирмингам срещу Саутхемптън за победата с 2:1. След още няколко гола за тима, мениджъра Стийв Брус го склонява да подпише договор през лятото, а англичаните откупуват правата му за 3 милиона лири.
Пандиани не успява да задържи добрата си форма и на 13 януари 2006 година се завръща в Испания. Подписва с Еспаньол, а трансферната сума е £ 1 милион.. С екипа на Еспаньол вкарва 7 гола в 34 мача в Примера, в това число знаменит хеттрик срещу Реал Мадрид на Сантяго Бернабеу. Става и голмайстор в турнира за Купата на УЕФА с 11 гола в 14 мача, а Еспаньол губи нещастно финала след изпълнение на дузпи от Севиля.
През юли 2007 друг отбор от Примера Дивисион – Осасуна прави изненадващ трансфер, като привлича Валтер Пандиани за срок от 3 години.

## Отличия
- Пенярол
  - Шампион на Уругвай – 1999
- Депортиво Ла Коруня
  - Купа на Краля – 2000
  - Суперкупа на Испания – 2000
- Майорка
  - Купа на Краля – 2003
- Еспаньол
  - Купа на Краля – 2006
  - Финал за Купа на УЕФА – 2007
  - Голмайстор в турнира за Купа на УЕФА – 2007